# Alvar Zacke
Alvar Zacke (* 13. Januar 1904 in Uppsala; † 30. Januar 1977 in Råsunda, Gemeinde Solna) war ein schwedischer Drehbuchautor, Schriftsteller, Übersetzer und Journalist.

## Leben
Zacke, der selbst Pilot war, wurde durch seine Flugbücher (Pojkarnas flygbok – deutsch: Flugbuch der Jungs) bekannt. In den 1940er Jahren verfasste er eine Portraitreihe über waghalsige Flieger unter der Rubrik Flygets hjältar (deutsch: Helden der Fliegerei).
Er arbeitete für die Zeitung Stockholms-Tidningen, die ihre Reporter mittels Flugzeugen schnell zwischen ihren Aufträgen transportieren ließ, ein Novum für die damalige Zeit. Da Zacke oft diese Möglichkeit in Anspruch nahm, veröffentlichte er Artikel mit der Signatur Wingman und er war einer der ersten fliegenden Reporter (schwedisch flygande reporter) Schwedens. Neben Reportagen schrieb er Feuilletons und Novellen in Wochenzeitungen. Höhepunkt seines Schaffens war die Verfilmung des Buches Första divisionen (deutsch: Die erste Division). Der Film erhielt sehr positive Rezensionen, nicht nur für die schauspielerischen Leistungen, sondern auch für die Geschichte. Sein letztes eigenes Werk war das Buch Allmogebåtar von 1973, das von seinem Sohn Lennart Zacke als sein Lebenswerk angesehen wird. Er übersetzte außerdem eine Reihe von Jugendbüchern.
Zacke wuchs südlich von Kalmar in Söderåkra auf, wo er auch begraben liegt.

## Werke

### Drehbücher
- Första divisionen, 1941
- Örlogsmän, 1943

### Bücher
- Gryingseskadern (Bonniers 1932)
- I drakens farvatten (zusammen mit Ragnar Nyberg), 1933
- Gamarna från Tibet, 1934
- Pojkarnas flygbok (1949 neu aufgelegt mit dem Titel Olle Brass och flyget), 1935
- Pojkarnas flygbok (1950 neu aufgelegt mit dem Titel Olle Brass Guldflygaren), 1936
- Öknens Örnar, 1941
- Första divisionen, 1942
- Den stulna helikoptern, 1948
- Allmogebåtar, 1973

### Übersetzungen (Auswahl)
- Captain W.E. Johns: Biggles flyger västerut, 1947
- Dorothy L. Sayers: Naturlig död?, 1951
- John Steinbeck: Loggbok från Cortez hav, 1959
- Captain W.E. Johns: Biggles flyger norrut, 1960
- John Steinbeck: Det var en gång ett krig, 1960
- Captain W.E. Johns: Biggles och Interpol, 1961
- Gore Vidal: Julianus, 1966